# 11369 Brazelton
11369 Brazelton eller 1998 QE33 är en asteroid i huvudbältet som upptäcktes den 17 augusti 1998 av LINEAR i Socorro County, New Mexico. Den är uppkallad efter Mary Augusta Brazelton.
Asteroiden har en diameter på ungefär 3 kilometer.